# Isla Mirnyy
La isla Mirnyy es una isla frente a la costa sur de la isla San Pedro del archipiélago de las islas Georgias del Sur, en el Atlántico Sur. Es el más cercano a la costa de dos islas inmediatamente adyacentes a medio camino entre las bahías de Ranvik y Trollhul. Pertenece a las zonas de cría del albatros errante.
El Comité de Topónimos Antárticos del Reino Unido lo nombró en 2009. El homónimo es el Mirny, el barco de investigación de Fabian Gottlieb von Bellingshausen durante la primera expedición antártica rusa (1819-1821).